# Vila Lido
A Vila Lido, igualmente conhecida como Casa Lido ou Albergaria Lido, é uma casa histórica e uma unidade hoteleira na cidade de Portimão, na região do Algarve, em Portugal.

## Descrição e história
O edifício situa-se na Avenida Tomás Cabreira, na área da Praia da Rocha, em Portimão. Destaca-se como um exemplo das tendências modernistas em voga aquando da sua construção, incluindo vários elementos considerados típicos da arquitectura tradicional portuguesa. Está integrado na zona de protecção do Forte de Santa Catarina.
Foi construído na década de 1940, sendo um testemunho de um período em que a Praia da Rocha estava em grande desenvolvimento, com a construção de vários chalets de veraneio por parte da burguesia, baseada principal na indústria conserveira e piscatória. Em 2009 o proprietário do imóvel propôs a sua classificação, mas o processo foi arquivado no ano seguinte pelo Instituto de Gestão do Património Arquitectónico e Arqueológico, por considerar que não era de valor nacional.